# エルンスト・アウグスト・フォン・ハノーファー (1954-)
エルンスト・アウグスト・フォン・ハノーファー（ドイツ語: Ernst August von Hannover, 1954年2月26日 - ）は、ハノーファー王国およびブラウンシュヴァイク公国の王族の子孫。1987年より「エルンスト・アウグスト5世」（ドイツ語: Ernst August V）としてハノーファー家の家長となっている。

## 経歴
1954年2月26日、ハノーファー家家長エルンスト・アウグスト（4世）とその最初の妻であったオルトルート・ツー・シュレースヴィヒ＝ホルシュタイン＝ゾンダーブルク＝グリュックスブルクの間に長男（第2子）としてハノーファーで生まれた。
ハノーファー王家の男系男子としてハノーファー王子（Prinz von Hannover）とブラウンシュヴァイク＝リューネブルク公（Herzog zu Braunschweig und Lüneburg）の称号および殿下（Königliche Hoheit）の敬称を、イギリス王ジョージ3世の男系子孫としてグレートブリテン及びアイルランド王子（Prince of Great Britain and Ireland）の称号を持つ。これらの称号や敬称はドイツ・イギリス・アイルランドのいずれの法律にも現在は根拠がないものの伝統的に認められており、またモナコ国内においては公式に用いられている。

## 子女
これまでに2度結婚している。最初の妻はスイス人のシャンタル・ホフリで、式は民事婚が1981年8月28日にニーダーザクセン州ハノーファー広域連合パッテンゼンで、宗教婚が同年8月30日にハノーファーのマリエンブルク城で行われた。シャンタルとの間には以下の2男を儲けたが、1997年10月23日に離婚した。
- エルンスト・アウグスト・アンドレアス・フィリップ・コンスタンティン・マクシミリアン・ロルフ・シュテファン・ルートヴィヒ・ルドルフ （1983年 - ）
- クリスティアン・ハインリヒ・クレメンス・パウル・フランク・ペーター・ヴェルフ・ヴィルヘルム＝エルンスト・フリードリヒ・フランツ （1985年 - ）

2人目の妻はモナコ公レーニエ3世の長女カロリーヌ（ドイツ語名カロリーネ）で、式は1999年1月23日にモナコで行われた。この結婚に先立ち、エルンスト・アウグストはイギリスにおいて婚姻が無効となるのを避けるために1772年王族婚姻法に基づく勅許をエリザベス2世に求めた。カロリーネとの間には以下の1女を儲けている。
- アレクサンドラ・シャルロッテ・ウルリーケ・マルヤム・ヴィルギニア （1999年 - ）